# Colubotelson gesmithi
Colubotelson gesmithi är en kräftdjursart som beskrevs av Nicholls 1944. Colubotelson gesmithi ingår i släktet Colubotelson och familjen Phreatoicidae. Inga underarter finns listade i Catalogue of Life.